# ラ・ペリコール

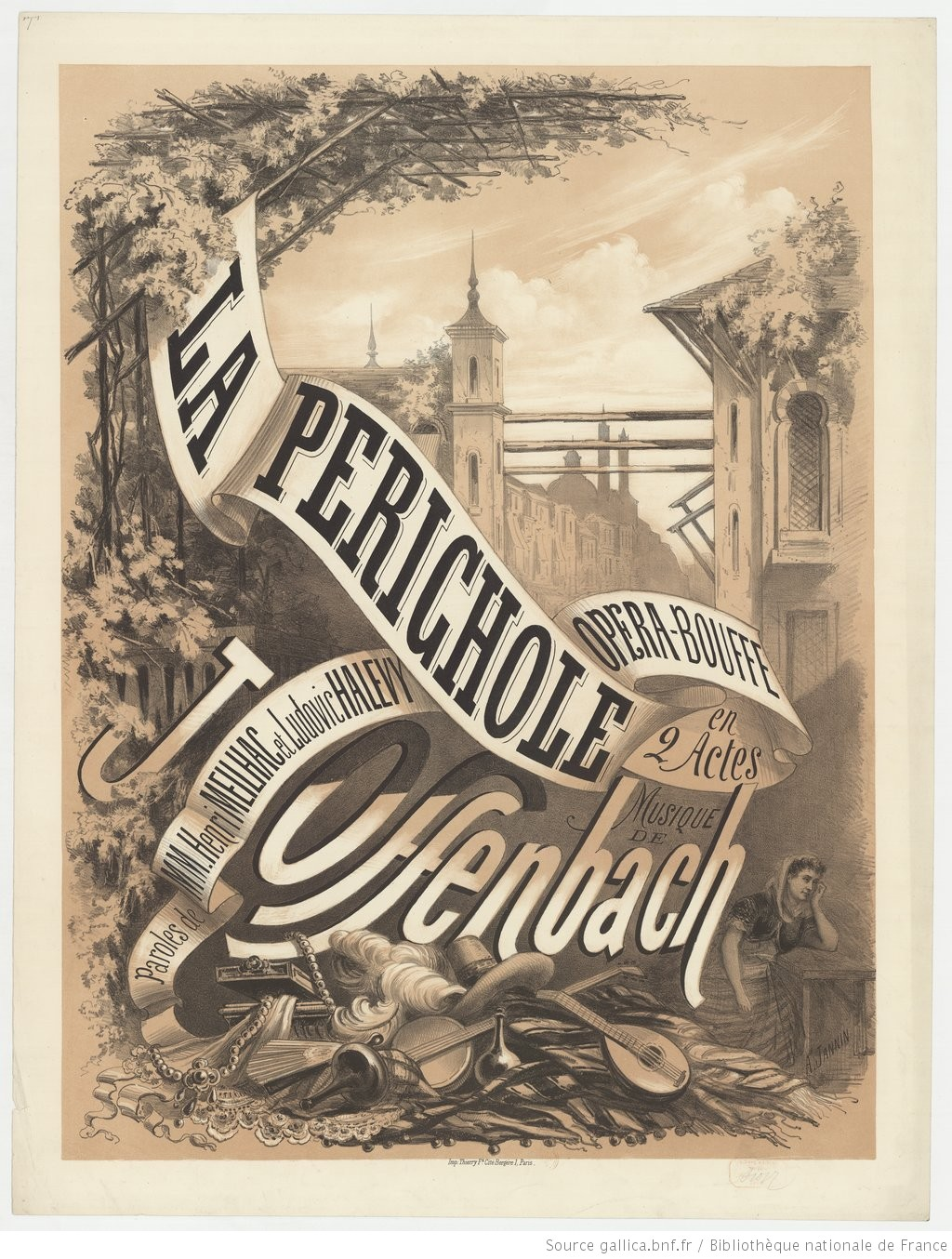
ジョアキン・ジャニンによるポスター

『ラ・ペリコール』（フランス語:  La Perichole  ）は、ジャック・オッフェンバックが作曲した全3幕のオペラ・ブフ（またはオペレッタ）で、1868年 10月6日に パリのヴァリエテ座で2幕版にて初演され、1874年 4月25日に改訂版が3幕版として同劇場で上演された。オッフェンバックの最も人気のあるオペレッタのなかのひとつである。

## 概要

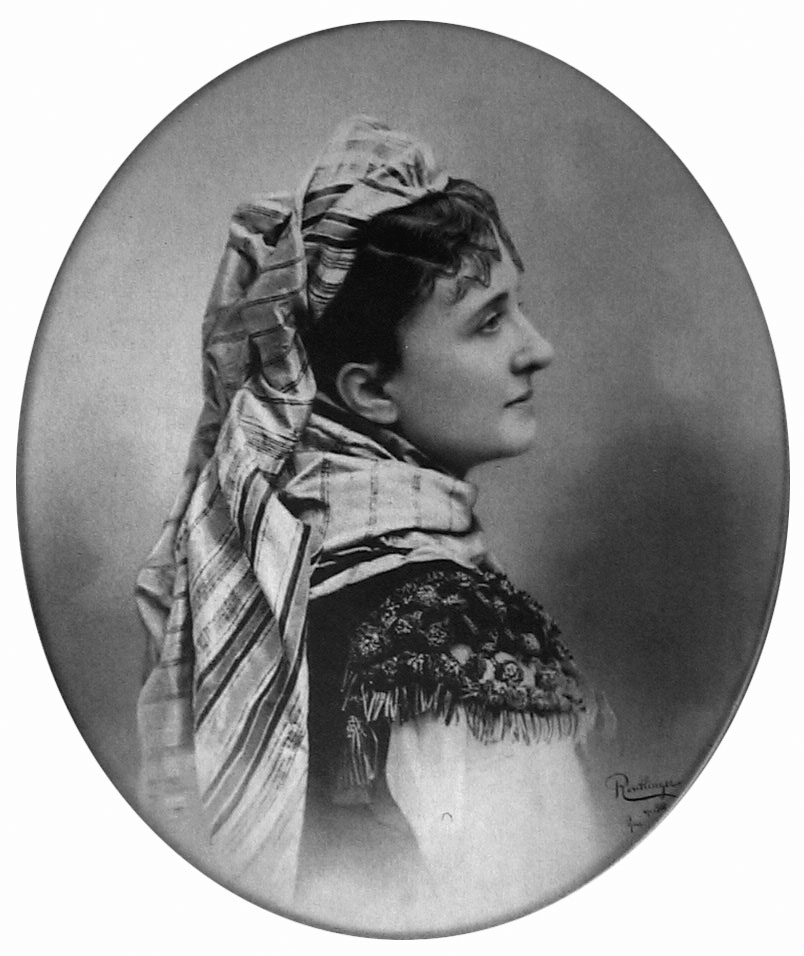
ロイトリンガーによるオルタンス・シュネデール(1868年)

プロスペル・メリメの『サン・サクラメントの馬車』を原作としている。ペルーがスペインのペルー副王領であった時代の大女優マリア・ミカエラ・ヴィレガスがモデルとなっている。18世紀の歌姫の役を当代の歌姫オルタンス・シュネデールが演じることになった。シュネデールはオッフェンバックの数々の成功を支えてきた重要な歌手だが、彼女が出演した最後の重要なオッフェンバック作品となった。アラン・ドゥコーによれば、ヴァリエテ座での再演にあたり「半ば引退していていたオルタンス・シュネデールはカムバックを承知した。パリッ子たちは彼女のこの一回だけの復活を見逃すまいと殺到した」。さらに｢彼女は思い出の花道を飾るという誘惑に打ち勝つことができなかった。彼女はたそがれた色合いのあでやかさであの有名な《手紙の歌》を歌い、優しい思いの丈を述べることができた。彼女の威光は舞台にまで見つけて出た豊富な宝石のコレクションで、そのありがたさを増し、敬意溢れる熱狂をいやがうえにも煽りたてた」ということである。
「この作品では権威や社会全体に対して、これまでの作品よりさらに痛烈なユーモアが描かれている」「『ラ・ペリコール』以前の作品では、実際、あれこれの神や君主に味方することもできた。ここでは権力全体がグロテスクな登場人物によって表現され、彼らの対極に音楽家の夫婦や庶民の象徴である合唱が置かれている」のである。
アメリカ 初演は1869年 1月4日にニューヨークにてパイク・オペラ・ハウスによって行われた。出演はイルマ、ローズ、オジャック、ルドック、ラグリドーらであった。 イギリス初演は1870年6月27日にロンドンのプリンセス劇場にて行われた。日本初演は1876年にロネイ・セファス喜歌劇団によって横浜ゲーテ座にて行われた。
なお、同じ題材に基づく映画にジャン・ルノワール による『黄金の馬車』(1953年)がある。

## リブレット
アンリ・メイヤックとリュドヴィク・アレヴィはオッフェンバックの主要な作品のリブレットをいくつも手掛けたコンビで、『美しきエレーヌ』（1864年）、『パリの生活』（1866年）や『青ひげ』（1866年）、『ジェロルスタン女大公殿下』（1867年）も携わったほか、ジョルジュ・ビゼーの『カルメン』のリブレットも作成している。

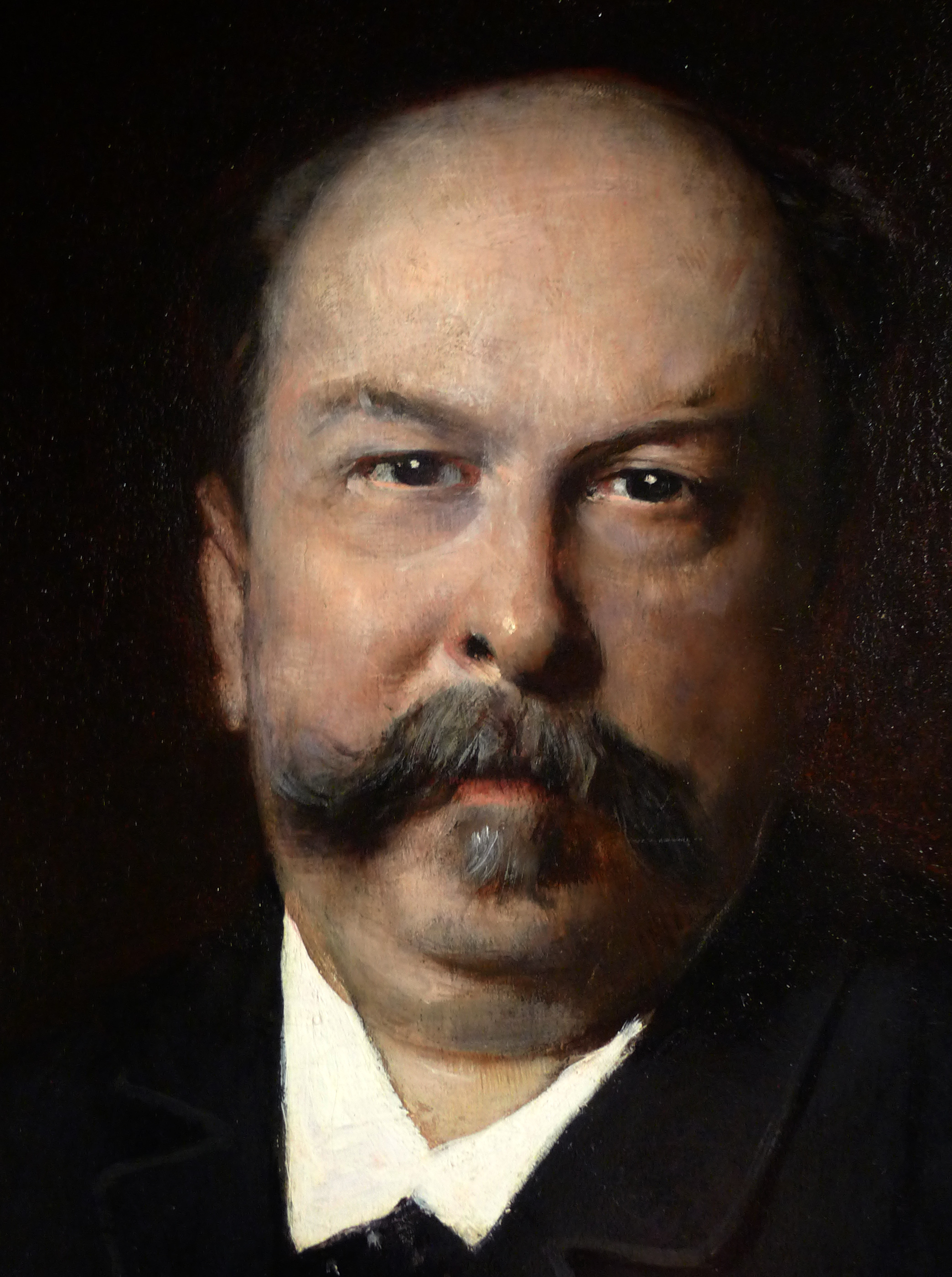
ドロネーによるメイヤック

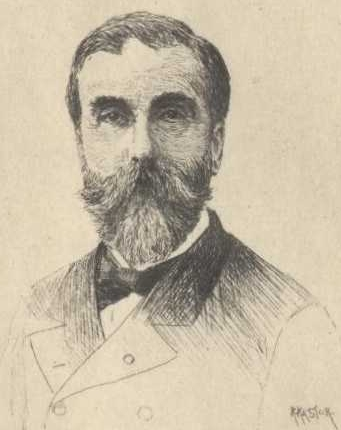
リュドヴィク・アレヴィ

ダヴィット・リッサンは本作の状況設定について「ヨーロッパの絶対的な自由を掲げるロマン主義にとって、スペインは圧制、暴虐の象徴であり、ときにはその抑圧は直ちに国民（ときには宮廷人）の側から仕返しや揶揄の対象となる。隠された憎しみと残虐さの重苦しい雰囲気は作品全体につきまとっていて、滑稽ささえもがオッフェンバックの他の喜劇特有の和やかさを持ち合わせていない。この潜在的な憎悪は、総督がお忍びを自慢し、合唱が彼を揶揄するときにすでに表面化してくる」と解説している。またリッサンは「ペリコールの手紙の内容がアベ・プレヴォーの『マノン・レスコー』から借用されていることは重要である。マノンはデ・グリューに宛てて別れの手紙を書く。その中で、人は飢えに苦しんでいる時は、愛することはできないと言っている。メイヤックとアレヴィはこの文章を詩に変えてペリコールの手紙にしようと言うすばらしいアイディアを思いついた。それは、内容を移すことによってオッフェンバックのオペラ・ブフに極めて独自のトーンを与えた」と指摘している。また、2幕の「貴族たちの短い合唱はドニゼッティの『ラ・ファヴォリート』のパッセージ（音楽と台本の両方において）を借用している。ドニゼッティにおいても宮廷の貴族たちが王様お気に入りの愛妾に貢がせて、それに同意する夫を公然と非難する」場面を指摘している。

## 楽曲

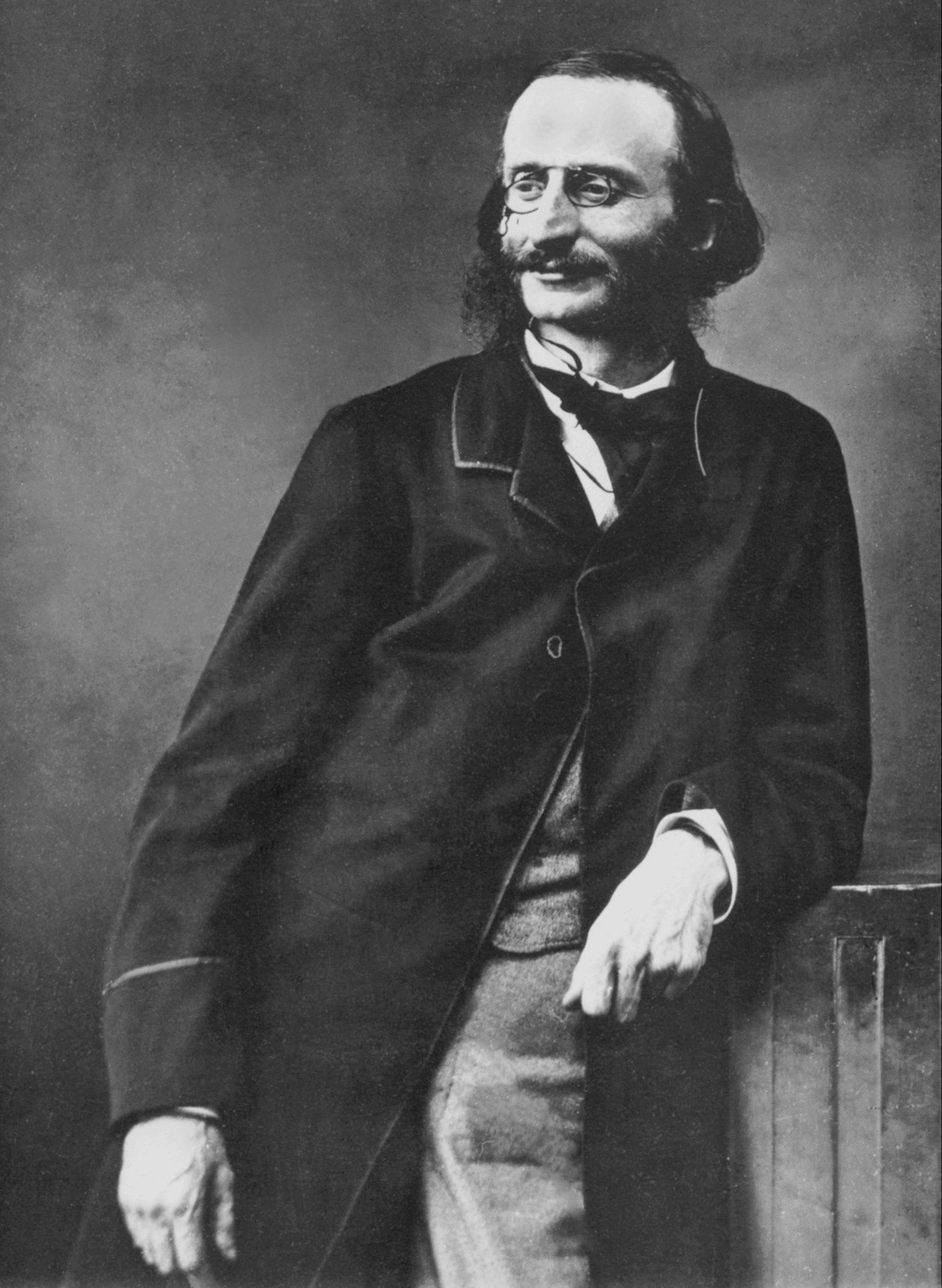
ナダルによるオッフェンバック

森佳子は「オッフェンバックはこの頃から作風を変えようとしていたと思われる。具体的には、クープレのような単純な独唱の形式が少なくなったかわりに、〈セーヌ〉（Scène）と呼ばれる部分が増え、オペレッタから少しずつオペラに近づいていく」と分析している。同様に久能慶一も「1867年のパリ万国博覧会の翌年に作られた『ラ・ペリコール』はこの時代の変化をはっきりと感じさせる作品である」。さらに「本作には「グランド・オペラのパロディがほとんど見られなくなったことで、そこには彼がかつて背を向けたオペラ・コミックの抒情の世界への再志向の姿勢がうかがえる」と解説している。
高橋英郎は「ペリコールのピキーヨへの別れの《手紙の歌》を聴いて、心打たれない者はいないだろう。この手紙はアベ・プレヴォーの『マノン・レスコー』の手紙を韻文化したものだが、この優しい旋律には、モーツァルトを想わせるような詩情が溢れている」と評している。
異国趣味については「音楽はエキゾチックな雰囲気を醸し出してはいるものの、スペインや南アメリカの音楽を引用しているわけではない」ことから、「ビゼー以後になって作曲家たちは事情を心得、スペイン的主題を求めるようになる」ということである。

## 楽器編成
- 木管楽器: フルート3（ピッコロ持ち替え）、オーボエ2、クラリネット2、ファゴット2、サクソフォン3
- 金管楽器: ホルン4、トランペット2、トロンボーン3
- 打楽器: ティンパニ1、スネア・ドラム、バス・ドラム、テノール・ドラム、シンバル、トライアングル、タンブリン、ウッドブロック、カスタネット、スレイベル
- その他: 弦楽五部、ハープ

## 演奏時間
約1時間42分(第1幕40分、第2幕27分、第3幕35分)

## 登場人物
| 人物名                         | 声域                         | 原語                  | 役                                      | 初演時のキャスト 1868年 10月6日 指揮：オッフェンバック |
| ------------------------------ | ---------------------------- | --------------------- | --------------------------------------- | ------------------------------------------------------ |
| ペリコール                     | ソプラノ または メゾソプラノ | Perichole             | 若くて美しい歌手                        | オルタンス・シュネデール                               |
| ピキーヨ                       | テノール                     | Piquillo              | ペリコールの恋人、歌手                  | ジョゼ・デュピュイ                                     |
| ドン・アンドレス・ド・リベイラ | バリトン                     | Don Andres de Ribeira | ペルー総督（副王） 好色で邪な権力の象徴 | ピエール=ウジェーヌ・グルニエ （フランス語）           |
| パナテッラス伯爵               | バリトン またはバス          | Panatellas            | 議会の第一の貴族                        | クリスチャン・ペラン                                   |
| ドン・ペドロ・デ・ヒノヨーサ   | バリトン                     | Don Pedro de Hinoyosa | リマの長官 権力に弱い管理者             | ルコント                                               |
| グァダレーナ                   | ソプラノ                     | Guadalena             | 三人の従姉妹                            | ベルト・ルグラン                                       |
| ベルギネッラ                   | ソプラノ またはメゾソプラノ  | Berginella            | 三人の従姉妹                            | カルラン                                               |
| マストリッラ                   | ソプラノまたは メゾソプラノ  | Mastrilla             | 三人の従姉妹                            | ルノー                                                 |
| タラポテ侯爵                   |                              | Tarapote              | 総督の側近                              | シャルル・ブロンドレ                                   |
| マヌエリータ                   | ソプラノまたは メゾソプラノ  | Manuelita             | 貴婦人                                  | ジュリア                                               |
| ニネッタ                       | ソプラノ                     | Ninetta               | 貴婦人                                  | ベナール                                               |
| フラスキネッラ                 | ソプラノまたは メゾソプラノ  | Frasquinella          | 貴婦人                                  | ラトゥール                                             |
| ブランディッラ                 | ソプラノまたは メゾソプラノ  | Bramdilla             | 貴婦人                                  | グラヴィエ                                             |
| 公証人1                        | テノール                     | 1'Notaire             | －                                      | ボルディエ                                             |
| 公証人2                        | テノール                     | 2'Notaire             | －                                      | オルトン                                               |
| 年老いた囚人                   | 語り                         | le Vieux Prisonnier   | 改訂版のみ                              | ダニエル・バック                                       |

その他（合唱）: 物売り、従者、兵士、民衆など。

## あらすじ
時と場所：18世紀、スペイン統治下のペルーのリマ

### 第1幕
リマ市街

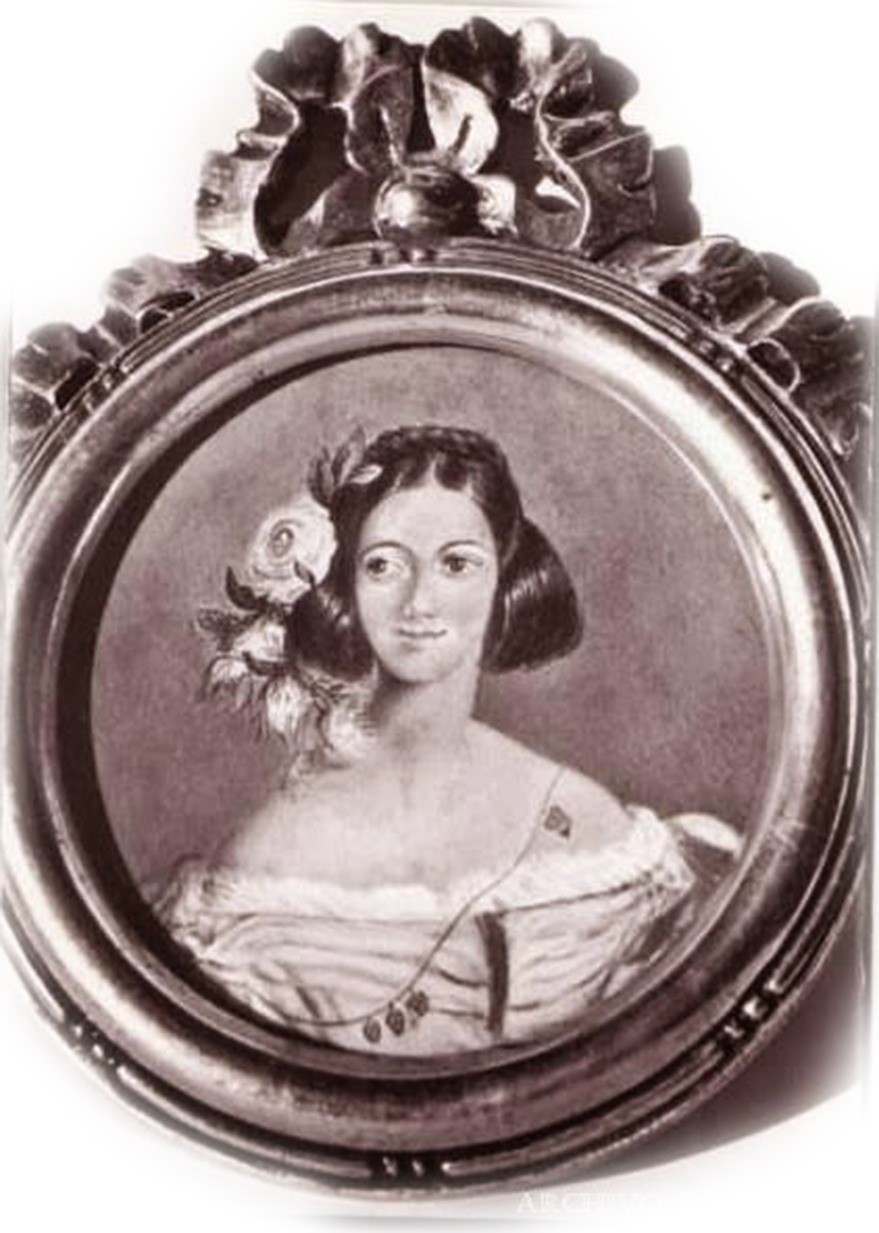
マリア・ミカエラ・ヴィレガス

リマの街中の広場は、ペルー総督の誕生日のお祝いで多くの人々が飲み、歌を歌い、大変な賑わいを見せている。キャバレー《3人の従姉妹》のグァダレーナ、ベルギネッラ、マストリッラも〈3人の従姉妹の歌〉「急いでお出ししますわ」（Couplets des trois cousines :Promptes à servir la pratique）と歌い場を盛り上げる。この日の飲み代は政府持ちとあって人々は遠慮せずに飲み続ける。総督のドン・アンドレスは医師の姿に変装し群衆に紛れて〈お忍び小唄〉「誰にも一言も言わず」（Sans en souffler mot à personne）を歌うが、周囲の民衆には正体はすっかり見透かされてしまう。総督は街の景気や市民の様子を聞き出し、可愛い女の子はいないかという下心を持っての外出だったのだ。そのうち街の物売り変装したリマ長官のドン・ペドロやパナテッラス伯爵が寄って来て「総督万歳」（Vive le vice-roi!）と露骨にゴマをする。ドン・ペドロはリマ市の景気が悪く、市民の不満も大きいとなれば、自らが解任されかねないので保身に躍起になっている。お忍びのつもりで来ていたドン・アンドレスはばつが悪くなり、そっとその場から退散する。大道芸人たちが芸を披露する中、恋人同士の流しの歌手ペリコールとピキーヨも結婚資金を集めに来て〈スペイン男とインディアン娘〉（L'Espagnol et la jeune Indienne）、「彼は育つでしょう、スペイン人なのだから！」（Il grandira, car il est Espagnol!）とこのオペレッタのモットーとも言える歌（バラッド）を歌うが、全く成果をあげられない。そこでもう一つの歌（セギディーリャ）〈驢馬引きと娘〉を歌うが、人々は大道芸に気を取られて、そちらに行ってしまう。文無しの二人だけが残される。ペリコールは空腹に耐えきれず、その場で寝込んでしまう。恋人のピキーヨは状況を打開すべく引き続き資金集めに奔走することにする。いつの間にかぐっすり眠り込んでしまったペリコールの傍らを、総督のドン・アンドレスが通りかかり、ペリコールの美貌に魅了され、宮廷に来て女官にならないかと彼女に声をかける。飢餓状態に耐えられなくなったペリコールは贅沢な暮らしに目が眩み、やむなくピキーヨに〈別れの手紙〉（O mon cher amant）を書くと、3人の従姉妹に手紙と財布を預け、総督についていってしまう。だが、総督がペリコールを女官に任命するには解決すべき問題が残されていた。総督の女官は既婚者でなければならないと言う規則があったのだ。ペリコールは未婚のため誰かと結婚させなければならなかった。そこでパナテッラス伯爵が形ばかりの婿を探す使命をあずかったのである。一方、戻ったピキーヨに3人の従姉妹からペリコールの手紙が渡される。別れの手紙に失望し、ピキーヨは首をつって自らの命を絶とうとする。するとパナテッラス伯爵がやってきて、自殺をするくらいなら総督の妾と形だけの結婚をして、不自由のない生活を手に入れたらどうだと提案する。ピキーヨがこれを拒否する。パナテッラスはピキーヨを強引にキャバレーへ連れて行き、大量に酒を飲ませて酔わせる。公証人に伴われた花嫁姿の妾と引き合わせて、無理矢理に結婚式を挙げてしまおうというのだ。その花嫁はペリコールだった。ペリコールは豪華なディナーに満足し、酩酊して〈ほろ酔いの歌〉「ああ何というお食事」（Ah! quel diner je viens de faire!）を歌う。花婿の顔を見たペリコールは相手がピキーヨであることに気づいて結婚に承諾するが、泥酔したピキーヨは前後不覚の状態となり、顔を覆ったヴェールのせいで、花嫁がペリコールだとは気づかない。そして、私にはほかに愛する人がいると言う。珍妙な結婚式が終わると花嫁のペリコールは総督と共に宮殿に入り、ピキーヨは別に宮殿へと連れられて行く。

### 第2幕
総督の宮殿の広場

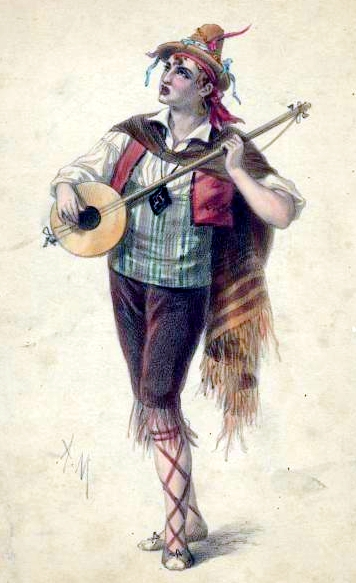
ピキーヨを演じるジョゼ・デュピュイ

宮殿では貴婦人たちが、総督の側近のタラポテ侯爵の介抱をしている。タラポテは総督が貧しい流しの歌手である娘を妾にしたことに衝撃を受け、失神していた。そこへ漸く酔いから醒めたピキーヨがやってくる。ピキーヨは自分が何故ここにいるのかさえ分かっていない様子である。その場にいた貴婦人や従者たちが〈ゴシップの歌〉を互い違いに歌って、昨日総督の妾となったペリコールと結婚したいきさつなどを説明する。そこへパナテッラス伯爵が現れ全ての経緯を詳細に説明すると、ピキーヨはようやく事の成り行きを正しく理解する。するとペリコールは腹を立て「女なんて、ただそれだけのことさ」（Les femmes, il n'y a que ça）と歌い宮殿から出ていこうとする。しかし宮廷の正式なしきたりとして、花嫁となった女性を総督に引き渡す儀式があるということで、ピキーヨはその場に引き止められる。儀式が始まり、入って来た女性を見てピキーヨは驚愕する。自分が結婚した総督の妾とは自分を裏切ったペリコールだったのである。ペリコールは憤慨するピキーヨに呆れながら「ああ、男って何てバカなのでしょう！」（Mon Dieu! que les hommes sont bêtes!）と裕福な暮らしが得られるチャンスなのに全然分かってないと開き直るので、怒ったピキーヨは〈頭の固い男のロンド〉「こんな女くれてやる！」（Garde-la bien, je te la laisse）を歌い、ペリコールを総督の席の前に突き出す。その無礼な行為に激怒した総督はピキーヨを捕え、即刻地下牢に放り込めと部下たちに命令を下すのだった。

### 第3幕

#### 第1場
牢獄

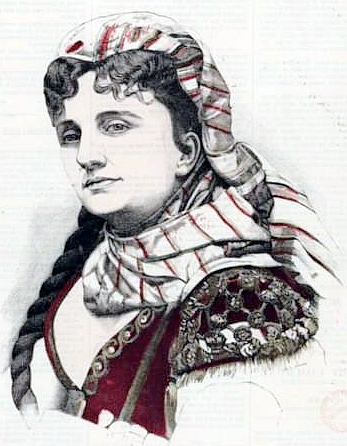
ペリコールを演じるオルタンス・シュネデール

投獄されて12年になる年老いた囚人が観客に壁に穴をあけて脱獄しようとしているのだと告白する。なんと12年間も一人の女ともキスさえしていないのだと愚痴をこぼす。そこへリマ長官ドン・ペドロとパナテッラス伯爵が、牢の中のピキーヨに向かい〈褒め殺しのボレロ〉を歌い、勇気ある夫としての態度と行動だったと意外にも彼を称賛し、牢屋に入れて去っていく。ピキーヨは正直に生きてきただけなのに不名誉を押し付けられたと歌い、ふてくされて寝てしまう。すると、こっそりペリコールがやってきて、「あんたはハンサムじゃないし、金持ちでもない、それでもあんたが好き」（Tu n'es pas beau, tu n'es pas riche）と歌い、自分がまだ総督を受け入れたわけではないと伝える。ピキーヨはそういうことならと彼女を許し、2人は愛を確かめ合う。ペリコールは何とかしてピキーヨを助け出そうと、総督にもらった宝石を使って看守を買収しようと試みるが、何とその看守は変装した総督だった。怒った総督は2人を牢に繋いでしまい、ペリコールが自分のものになるなら助けてやると言い去って行くが、彼らの愛情に強い嫉妬心を抱くのだった。暫くすると2人のそばに年老いた囚人がやってきて、2人の鎖を外してやると言うので、3人は協力して脱獄しようと話し合う。ペリコールが総督に向けて色目を使うと、総督は誘いにのってやって来るので、3人は総督に飛び掛かり、縛りあげて首尾よく脱獄してしまうのだった。

#### 第2場
リマの街中の広場
祭りの翌日になると、総督は何としても逃走中のピキーヨとペリコールの2人を逮捕しようと躍起になり、多数の衛兵を出動させる。〈パトロール隊の合唱〉にのって衛兵が行進している。街中にはキャバレー《3人の従姉妹》の女たちがワルツ「可哀そうな人たち、どこにいるのかしら？」（Pauvres gens, où sont-ils?）が歌われる。脱獄囚が一向に見つからず苛立つ総督の元に歌手をしていた時の衣装を着たピキーヨとペリコールが現れる。2人は総督に向かって＜嘆きの歌＞「情け深き皇帝アウグストゥス」（La clémence d'Auguss）を歌い、総督に慈悲を請うことに成功する。総督は2人を許すことにしたが、一緒に逃げ出した年老いた囚人だけは、12年前の罪状を忘れてしまったため、反省していないとのことで牢獄に逆戻りとなった。ただ彼はナイフを隠し持っていたので、また脱獄できる自信があるため全く心配していない。晴れて解放されたピキーヨとペリコールが街中で歌っていた〈スペイン男とインディアン娘〉を歌い始め、周囲の民衆も盛大に合唱し、フィナーレとなる。

## 主な全曲録音・録画
| 年   | 配役 ペリコール ピキーヨ ドン・アンドレス ドン・ペドロ                                            | 指揮者 管弦楽団 合唱団                                                                                                 | レーベル                                                                             |
| ---- | ------------------------------------------------------------------------------------------------- | --- | ------------------------------------------------------------------------------------ |
| 1958 | シュザンヌ・ラファイエ レイモン・アマド ルイス・ノゲラ ピエール・ジェルマン                       | イーゴリ・マルケヴィチ コンセール・ラムルー管弦楽団 ルネ・デュクロ合唱団                                               | CD: EMI ASIN: B0000241F5                                                             |
| 1976 | レジーヌ・クレスパン アラン・ヴァンゾ ジュール・バスタン ジャック・トリゴー                       | アラン・ロンバール ストラスブール・フィルハーモニー管弦楽団 ラン歌劇場合唱団                                           | CD: Erato ASIN: B005MIQG80                                                           |
| 1982 | テレサ・ベルガンサ ホセ・カレーラス ガブリエル・バキエ ミシェル・セネシャル                       | ミシェル・プラッソン トゥールーズ・キャピトル国立管弦楽団 トゥールーズ・キャピトル劇場合唱団                           | CD: EMI ASIN: B000025039                                                             |
| 1982 | マリア・ユーイング ニール・ローゼンシャイン ガブリエル・バキエ パオロ・マルティネッリ             | マルク・スーストロ スイス・ロマンド管弦楽団 ジュネーヴ大劇場合唱団 演出: ジェローム・サヴァリ ジュネーヴ大劇場(ライブ) | DVD:ニホンモニター・ドリームライフ ASIN: B00005HOUH CD: Gala Import ASIN: B000VXLQ22 |
| 2000 | エロディ・メシャン アントニオ・ペレイラ セバスティアン・ルモワーヌ フレデリク・マッツォッタ       | ジャン＝リュック・タンゴー オスティナート管弦楽団 インテルメッツォ声楽アンサンブル                                     | CD: Mandala ASIN: B00005R1DT                                                         |
| 2009 | ザビーネ・ブローム ラルフ・ジモン ゲルト・ヴィーマー マルクス・グンツェル                         | エルンスト・タイス ドレスデン国立歌劇場管弦楽団 ドレスデン国立歌劇場合唱団                                             | CD: CPO ASIN: B00EB1EDL6 ドイツ語歌唱                                                |
| 2018 | オード・エクストレーモ スタニスラス・ド・バルベイラク アレクサンドル・デュアメル マルク・モイヨン | マルク・ミンコフスキ グルノーブル・ルーヴル宮音楽隊 ボルドー国立歌劇場合唱団                                           | CD: Bru Zane ASIN: 8409083167                                                        |